# Octaspidiotus pinicola
Octaspidiotus pinicola är en insektsart som beskrevs av Tang 1984. Octaspidiotus pinicola ingår i släktet Octaspidiotus och familjen pansarsköldlöss. Inga underarter finns listade i Catalogue of Life.